# قائمة قصور أذربيجان

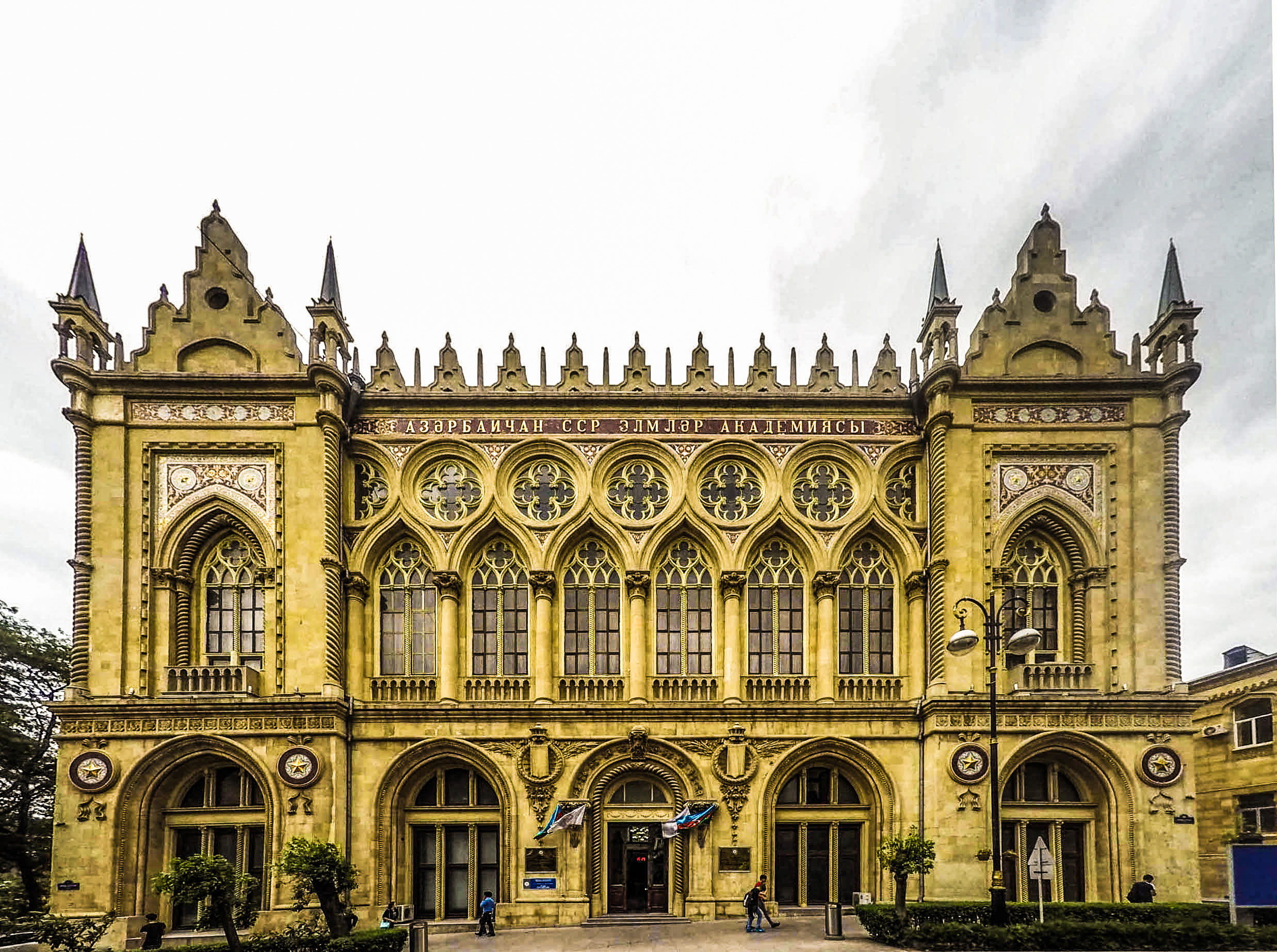
قصر الإسماعلية

قصر هو مقرإقامة كبير، وخاصة ما يتعلق بالمقرات الملكية والرئاسية، أو الأعيان رفيعي المستوى، كالأساقفة، كما يطلق قصر على المباني الفخمة والمزخرفة.

## قائمة قصور أذربيجان
تحتوي هذه القائمة على أسماء قصور في أذربيجان.
- خان شاكي

- خان مولطاني

- ضريح الشروانشاهيين

- قصر الإسماعلية
- قصر الشروانشاهيين
- قصر الخان في شكي

- متحف بيت عزير حاجبايوف (شوشا)
- متحف بيت عزيم عزيمزاده
- قصر كلستان (باكو)
- قصر السعادة (باكو)